# Brookhaven (New York)
Brookhaven is een gemeente (town) in Suffolk County op Long Island, in de Amerikaanse staat New York. Het maakt deel uit van de agglomeratie van de stad New York en ligt zo'n 80 kilometer ten oosten van het stadsdeel Manhattan. Brookhaven is qua oppervlakte (water inbegrepen) de grootste van de 932 towns van New York. Het is tevens de enige gemeente op Long Island die van de noordkust naar de zuidkust van het schiereiland reikt.

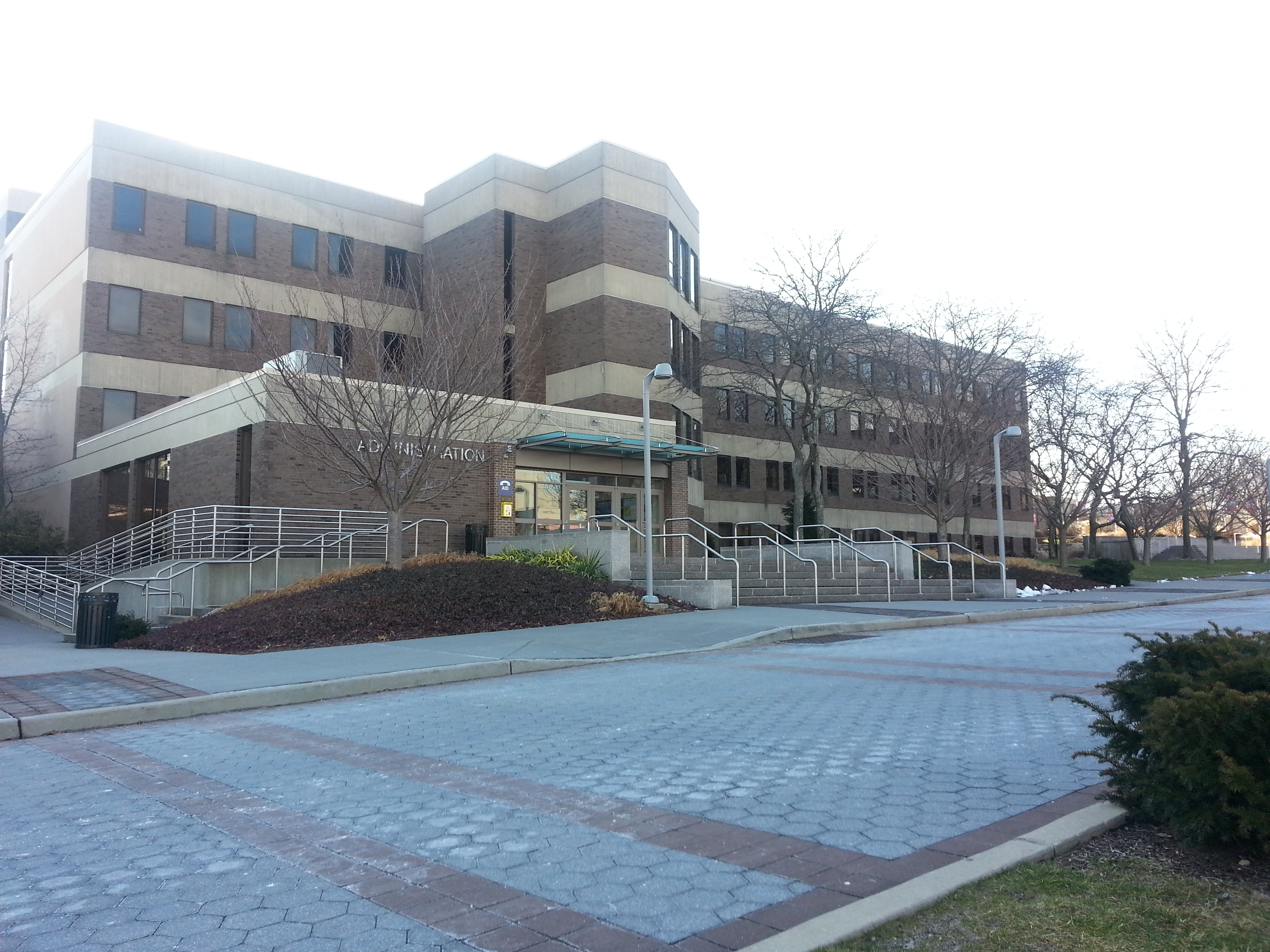
De openbare Stony Brookuniversiteit is veruit de grootste werkgever in Brookhaven.

Brookhaven begon in het midden van de 17e eeuw als een verzameling gehuchten van Engelse kolonisten. Het groeide snel uit tot een regionaal scheepsbouwcentrum. Na de Tweede Wereldoorlog profiteerde Brookhaven van de nabijheid van de stad New York en nam de bevolking drastisch toe. In 2010 woonden er zo'n 486.000 mensen. Tegenwoordig staat Brookhaven bekend om de Stony Brookuniversiteit en Brookhaven National Laboratory.
In de staat New York zijn towns een onderverdeling van de county's (uitgezonderd de vijf county's die samenvallen met de stadsdelen, ofwel boroughs, van de stad New York). Een niveau lager zijn 'dorpen' (villages) met een eigen bestuur. De gemeente Brookhaven telt negen villages: Belle Terre, Bellport, Lake Grove, Mastic Beach, Old Field, Patchogue, Poquott, Port Jefferson en Shoreham. Daarnaast liggen er 50 gehuchten (hamlets), zonder eigen bestuur, deels of volledig in de Town of Brookhaven, waaronder het gehucht Brookhaven zelf.

## Geboren in Brookhaven
- Awkwafina (Stony Brook, 1988), actrice en rapster
- Joe Scally (2002), voetballer